# Domenico De Masi
Domenico De Masi (Rotello, 1º febbraio 1938 – Roma, 9 settembre 2023) è stato un sociologo italiano.
Fu professore emerito di Sociologia del lavoro presso l'Università degli Studi di Roma "La Sapienza" di Roma, dove fu anche preside della facoltà di Scienze della comunicazione.
Come studioso, insegnante, ricercatore e consulente il suo interesse fu rivolto alla sociologia del lavoro e delle organizzazioni, alla società postindustriale, allo sviluppo e al sottosviluppo, ai sistemi urbani, alla creatività, al tempo libero, ai metodi e alle tecniche della ricerca sociale con particolare riguardo alle indagini previsionali.

## Biografia
La sua famiglia si trasferì a Sant'Agata de' Goti quando De Masi aveva otto anni. Frequentò il liceo classico a Caserta e poi, per gli studi universitari, si spostò a Perugia, dove si laureò nel 1960 in Giurisprudenza, con una tesi di Storia del diritto. Si specializzò in Sociologia del lavoro a Parigi. A Napoli iniziò la carriera universitaria come assistente di sociologia all’Università Federico II. Contemporaneamente fu anche ricercatore presso il centro studi “Nord e Sud” diretto da Giuseppe Galasso, dove svolse una ricerca sui gruppi informali e sui sindacati presso l’Italsider di Bagnoli (Napoli). In quel periodo collaborò anche con la rivista Nord e Sud diretta da Francesco Compagna.
Si trasferì a Milano dove lavorò fino al 1966 presso la società CMF del gruppo IRI-Finsider, come responsabile della selezione e della formazione e coordinò l’avviamento di due nuovi stabilimenti a Dalmine e a Livorno. Per questo la CMF ottenne il premio della Comunità Europea come migliore operazione organizzativa dell’anno. A Milano collaborò alla fondazione dell’Associazione Italiana Formatori (AIF) di cui successivamente fu presidente e ne ha diretto la rivista “FOR”. Nel 1966 si trasferì a Roma per lavorare come docente e consulente di Sociologia del lavoro presso l’IFAP, Centro Iri per lo studio delle funzioni direttive aziendali, presieduto prima da Giuseppe Glisenti, poi da Pasquale Saraceno.
Dal 1966 al 1979 sarà docente di Sociologia industriale e poi dirigente presso l’IFAP. Dal 1961 si dedicò all'insegnamento: inizialmente come assistente alla Cattedra di Sociologia generale presso l'Università degli Studi di Napoli Federico II, poi (1968) quale professore di Sociologia del lavoro presso l'Università di Sassari, quindi professore di Sociologia generale nel periodo 1971-73 presso l’Università degli Studi di Napoli "L'Orientale", dal 1974 al 1977 come professore di Metodi e tecniche della Ricerca Sociale nuovamente alla Federico II e infine, dal 1977, presso "La Sapienza" di Roma, nella quale ricoprì diversi incarichi, tra i quali Preside della Facoltà di Scienze della comunicazione.
Dal 1978 al 2000 diresse la S3.Studium, scuola triennale di specializzazione post laurea in scienze organizzative, da lui anche fondata, per supplire alla mancanza di master universitari. La Scuola, ente senza scopi di lucro, si occupa ancora oggi della formazione di post laureati, oltre a partecipare a discussioni sul tema della Sociologia del lavoro e delle relative organizzazioni in Italia per mezzo di seminari, convegni, rassegne, mostre, riviste e libri collettivi.
Quando, nel 2000, l’ordinamento universitario istituì i master universitari, egli organizzò presso la Facoltà di Scienze della comunicazione, di cui era Preside, il “Master in Comunicazione e Organizzazione”. In questo impegno fu coadiuvato dall’ex-allievo Calogero Catania. Quell'anno la S3.Studium si trasformò in società di consulenza, ricerca, comunicazione, editoria e formazione, rivolta soprattutto al mondo manageriale. Nel 1989, insieme alle sociologhe Delia Zingarelli e Giovanna Scarpitti, fondò la società di consulenza S3Acta SrL. A partire dal 1998 la S3.Studium pubblicò la rivista Next. Strumenti per l’innovazione, ideata e diretta dal sociologo e illustrata da Franco Maria Ricci. Accanto alla rivista, la S3 pubblicò con l’editore Guerini anche una collana di studi e ricerche.
Nel 1995 fondò, per poi diventarne presidente, la SIT, Società Italiana Telelavoro, che per dieci anni si è occupata in Italia di diffusione e regolamentazione del lavoro destrutturato, associando a tale scopo le parti interessate (aziende, sindacati, manager pubblici e privati) in indagini e benchmarking sulla sua adozione, sul suo rifiuto e sui suoi vantaggi e svantaggi. Ogni anno aveva organizzato una giornata nazionale del telelavoro in cui veniva fatto il punto sulla situazione generale e associativa.
Numerosi suoi libri sono tradotti in portoghese, il suo pensiero è molto studiato e diffuso in Brasile. In oltre trenta anni, durante i quali ha ricevuto la cittadinanza onoraria di Rio de Janeiro, è stato consulente di Sebrae (Servizio brasiliano di supporto alle piccole e medie imprese), per lo Stato di Santa Catarina e per la Rete Globo.
Ha svolto ricerche sulla cultura brasiliana per conto proprio, per il Sebrae sull’artigianato, per lo Stato di Santa Catarina sulla moda. Queste esperienze hanno prodotto negli anni 2000 i lavori Cara Brasileira (2002), O futuro da Moda de Santa Catarina (2008) e Caminhos da cultura no Brasil (2015). Tenne inoltre conferenze e seminari in istituzioni ufficiali (quali il Senado Federal e l’Ambasciata d'Italia a Brasilia), università (a titolo di esempio la Fundação Getúlio Vargas) e aziende (FIAT di Belo Horizonte).

### Impegno civile e politico
Parallelamente all'impegno professionale nell'Università e nella S3.Studium, portò avanti numerosi impegni no profit:
- Curò nel 1974 la parte sociologica relativa alla realizzazione del Villaggio Matteotti, progettato da Giancarlo De Carlo, con la consulenza di Cesare de Seta, per la società Terni.[5]
- Fu presidente dell'Istituto Nazionale di Architettura[2] , così come, per breve periodo, del parco nazionale del Cilento, Vallo di Diano e Alburni.[6]
- Con Ermete Realacci e Alessandro Profumo fondò Symbola, associazione delle imprese eccellenti, di cui fu membro del comitato scientifico.[7]

Diversi i suoi legami con il comune campano: a Ravello fu assessore alla cultura e al turismo nel periodo 1994-95, vi ha fondato e diretto per quattro anni la Scuola Internazionale di Management Culturale per la professionalizzazione dei neolaureati in organizzazione di eventi e per due mandati, dal 2002 al 2010, è stato presidente della Fondazione Ravello, rilanciando il Ravello Festival e spendendosi per la realizzazione dell'Auditorium Oscar Niemeyer, il cui progetto era stato donato dall'omonimo architetto brasiliano.

## Paradigma
Ha elaborato un suo paradigma sociologico partendo dal pensiero di maestri come Tocqueville, Marx, Taylor, Bell, Gorz, Touraine, Heller, la Scuola di Francoforte e approdando a contenuti originali in base a ricerche centrate soprattutto sul mondo del lavoro. Ha contribuito a elaborare e diffondere il paradigma post-industriale, basato sull'idea che, a partire dalla metà Novecento, l'azione congiunta del progresso tecnologico, dello sviluppo organizzativo, della globalizzazione, dei mass media e della scolarizzazione di massa abbia prodotto un tipo nuovo di società centrata sulla produzione di informazioni, servizi, simboli, valori, estetica.
Tutto ciò ha determinato nuovi assetti economici, nuove forme di lavoro e di tempo libero, nuovi valori, nuovi soggetti sociali e nuove forme di convivenza. La sua sociologia analizza soprattutto i gruppi creativi, la creatività come sintesi di fantasia e concretezza, l'ozio creativo come sintesi di lavoro, studio e gioco.
Negli anni della pandemia di COVID-19, ha ribadito più di una volta il sostegno per l'applicazione del lavoro agile. Durante un convegno trasmesso sul Sole 24 Ore, ha paragonato il Lavoro agile al telelavoro, se vincolato a orari e senza obiettivi, descrivendo il sistema in maniera negativa.

## Pubblicazioni

### Saggi
- Sociologia urbana e dello sviluppo, tra cui La negazione urbana. Trasformazioni sociali e comportamento deviato a Napoli (con Gennaro Guadagno, Il Mulino, Bologna 1971); Napoli e la questione meridionale (2005).
- Sociologia del lavoro e dell'organizzazione, tra cui Sociologia dell'azienda (Il Mulino, Bologna 1973, a cura di); I lavoratori nell'industria italiana (4 voll., Franco Angeli, Milano 1974, a cura di, con Giuseppe Fevola); Trattato di sociologia del lavoro e dell'organizzazione (2 voll., Franco Angeli, Milano 1985-87, a cura di, con Angelo Bonzanini); Il lavoratore post-industriale. La condizione e l'azione dei lavoratori nell'industria italiana (Franco Angeli, Milano 1985); Sviluppo senza lavoro (Lavoro, Roma 1994); Il futuro del lavoro. Fatica e ozio nella società postindustriale (Rizzoli, Milano 1999 e 2007).
- Sociologia delle organizzazioni creative, tra cui L'emozione e la regola. I gruppi creativi in Europa dal 1850 al 1950 (Laterza, Bari-Roma 1990; Rizzoli, Milano 2005); L'ozio creativo (conversazione con Maria Serena Palieri, Ediesse, Roma 1995; Rizzoli, Milano 2000); La fantasia e la concretezza. Creatività individuale e di gruppo (Rizzoli, Milano 2003).
- Sociologia dei macro-sistemi, tra cui L'avvento post-industriale (1985); Non c'è progresso senza felicità (con Frei Betto, Rizzoli, Milano 2004); La felicità (con Oliviero Toscani, 2008); Mappa Mundi. Modelli di vita per una società senza orientamento (Rizzoli, Milano, 2014).
- Mappamundi. Modelli di vita per una società senza orientamento (Rizzoli, Milano 2015).
- L' emozione e la regola. L'organizzazione dei gruppi creativi del 2015
- Tag. Le parole del tempo (Rizzoli, Milano 2015).
- Napoli 2025. Come sarà la città tra dieci anni? del 2016
- Una semplice rivoluzione. Lavoro, ozio, creatività: nuove rotte per una società smarrita (Rizzoli, Milano 2016)
- Lavorare gratis, lavorare tutti. Perché il futuro è dei disoccupati (Rizzoli, Milano 2017)
- Lavoro 2025, il futuro dell'occupazione (e della disoccupazione) (Marsilio Editori, 2017)
- Il lavoro nel XXI secolo (Einaudi, Torino 2018).
- L'età dell'erranza. Il turismo nel prossimo decennio (Marsilio, Venezia 2018)
- Il mondo è giovane ancora (Rizzoli, 2018).
- Roma 2030 (Einaudi, 2019).
- Lo Stato necessario (Rizzoli, 2020)
- Smart working: La rivoluzione del lavoro intelligente (Marsilio, 2020)
- La felicità negata (Einaudi, 2022).
- Destra e sinistra (PaperFIRST, 2023).

## Vita privata
Due volte sposato, dal primo matrimonio gli nacquero due figlie.
Domenico De Masi muore il 9 settembre 2023, all'età di 85 anni, a causa di una malattia improvvisa (tumore al pancreas) diagnosticatagli il 15 agosto e che lo ha portato via in meno di un mese. Il funerale laico si è svolto nella tarda mattinata dell'11 settembre al Tempio di Adriano a Roma.